# 齊彥槐
齊彥槐（1774年—1841年），字蔭山，號梅麓，安徽婺源（今屬江西省）衝田人。

## 生平
生於乾隆三十九年（1774年），年少時聰敏，下筆立就。汪由敦见而奇之，谓“皖省论才，当让此生独步”。嘉慶十三年（1808年）考舉人獲第二名，隔年中進士。授庶吉士，散館，改令授江苏常州府金匮县知县，勤政爱民，民称“齐青天”。有《衙齋書壁詩》十九首，載其治績。道光七年（1827年）署苏州府督粮同知。从优议叙候选知府。彥槐任職蘇州知府期間向江蘇巡撫陶澍提出開闢發展海運的建議。巡撫以“海運既久，不必更張”為由否定此議。罷官後，僑寓荊溪，精于鑒藏。
齊彥槐又精於科學、天文、地理、交通，道光十年（1830年）製作“自动浑仪”、“中星仪”，中星仪是一個高33.4厘米的圆型天球，球面阴刻星象、节候，內有齒輪等機構，将天球内部的发条旋紧，球體即可缓缓旋转，时人稱中星仪：“开千古以来未有之能事，诚精微之极至矣。”。中星仪至今仍存安徽省博物馆。道光十六年（1836年）返故里婺源主持撰修《翀麓齐氏族谱》，曾于冲田红庙之东建造了一座双面日晷。又能詩，尤其擅长駢体律赋，林则徐曰：“近数十年海内诗家，惟齐某必传。”道光二十一年（1841年）病故於宜兴。著有《梅麓詩文集》二十六卷，《海運南漕叢議》一卷、《北極星緯度分表》四卷，及《天球淺說》、《中星儀說》各一卷、《书画录》、《松雪斋墨刻》等。魏源等人所編《清經世文編》卷四十八《戶政二十三·漕運下》，曾收錄齊彥槐《海運南漕議》一文。次子齊學裘。